# 陳昺 (永樂進士)
陳昺（14世紀—15世紀），字文煥，江西瑞州府高安縣人，明朝政治人物。

## 生平
陳昺是永樂元年（1404年）的進士，獲授西鄉知縣，誠心撫慰人民，任內政平訟簡，在荒年捐俸賑災，又全力捍衛地方，在上級推薦下陞河南道監察御史，能讓貪官忌憚，死後入祀西鄉名宦祠，有文集若干卷流傳。

## 引用
1. 1 2  同治《高安縣志·卷十四·人物志》：陳昺，字文煥，南城陳家湖人，永樂甲申進士，任陝西西鄉知縣，廉明播于關中，歲飢捐俸備賑，哀鴻以集，而捍禦之功尤著，兩臺疏薦河南道監察御史，風采屹然，貪墨嚴憚，祀西鄉名宦，有文集若干卷。
2. ↑  同治《高安縣志·卷十·選舉志》：進士 明 永樂二年甲申科曾棨榜 陳昺 字文煥，城南陳家湖人，陝西西鄉知縣，行取河南道御史，崇祀西鄉名宦，有傳
3. ↑  民國《西鄉縣志·秩官志第七》：陳昴 《陝西通志》作陳昺，嚴志誤作陳昺誠 ，江西高安進士，明永樂間任，誠心撫民，政平訟簡。